# Llista de monuments de Torà
Llista de monuments de Torà inclosos en l'Inventari del Patrimoni Arquitectònic Català pel municipi de Torà (Solsonès). Inclou els inscrits en el Registre de Béns Culturals d'Interès Nacional (BCIN) amb la classificació de monuments històrics, els Béns Culturals d'Interès Local (BCIL) de caràcter immoble i la resta de béns arquitectònics integrants del patrimoni cultural català.
| Monument                                                                               | Protecció    | Estil/època                           | Localització                                                                                     | Coordenades                                          | Codi?         | Imatge |
| -------------------------------------------------------------------------------------- | ------------ | ------------------------------------- | ------------------------------------------------------------------------------------------------ | ---------------------------------------------------- | ------------- | --- |
| Monestir de Sant Celdoni i Sant Ermenter de Cellers                                    | BCIN 223-MH  | Romànic, obra popular XII, XVII, XIX  | Torà Cellers, pista de 1,4 km                                                                    | 41° 48′ 55″ N, 1° 29′ 17″ E / 41.815264°N,1.487979°E | RI-51-0005092 | Monestir de Sant Celdoni i Sant Ermenter de Cellers (Torà) · Vegeu més fotos d'aquest monument · Carregueu una nova foto d'aquest monument |
| Antic Castell de l'Aguda                                                               | BCIN 1631-MH | Romànic XI                            | Torà L'Aguda, davant l'ermita de Sta. Maria de l'Aguda                                           | 41° 49′ 07″ N, 1° 24′ 05″ E / 41.818744°N,1.401299°E | RI-51-0006507 | Antic Castell de l'Aguda (Torà) · Vegeu més fotos d'aquest monument · Carregueu una nova foto d'aquest monument                            |
| Antiga muralla de Torà                                                                 | BCIN 1632-MH | Obra popular XV                       | Torà Placeta Nova                                                                                | 41° 48′ 47″ N, 1° 24′ 16″ E / 41.813006°N,1.404311°E | RI-51-0006506 | Antiga muralla de Torà · Vegeu més fotos d'aquest monument · Carregueu una nova foto d'aquest monument                                     |
| Castell de Llanera                                                                     | BCIN 1633-MH | Obra popular XI, XVI                  | Torà Llanera, pista de 2,5 km i a mà esquerra sender 1 km                                        | 41° 52′ 04″ N, 1° 28′ 52″ E / 41.867769°N,1.480989°E | RI-51-0006508 | Castell de Llanera (Torà) · Vegeu més fotos d'aquest monument · Carregueu una nova foto d'aquest monument                                  |
| Torre de Vallferosa, o Castell de Vallferosa                                           | BCIN 1634-MH | Romànic X, XII                        | Torà Vallferosa, ctra. LV-3005 direcció Solsona, camí dret que condueix al Mas Clavells i sender | 41° 51′ 42″ N, 1° 26′ 44″ E / 41.861711°N,1.445468°E | RI-51-0006509 | Torre de Vallferosa (Torà) · Vegeu més fotos d'aquest monument · Carregueu una nova foto d'aquest monument                                 |
| Creu de Sant Ramon de Torà                                                             | BCIL 2009    | Obra popular XX Inici, XX Mitjan      | Torà Pl. Dr. Esteve                                                                              | 41° 48′ 39″ N, 1° 24′ 15″ E / 41.810823°N,1.404226°E | IPA-26298     | Creu de Sant Ramon de Torà · Vegeu més fotos d'aquest monument · Carregueu una nova foto d'aquest monument                                 |
| Casa de la Vila, antic Hospital dels Pobres                                            | BCIL 2009    | Renaixement, obra popular XVI         | Torà Pl. del Vall, 1                                                                             | 41° 48′ 47″ N, 1° 24′ 10″ E / 41.812965°N,1.402819°E | IPA-26299     | Casa de la Vila (Torà) · Vegeu més fotos d'aquest monument · Carregueu una nova foto d'aquest monument                                     |
| Església parroquial de Sant Gil de Torà                                                | BCIL 2009    | Obra popular, barroc XVI, XVIII       | Torà Pl. de l'Església, 11                                                                       | 41° 48′ 46″ N, 1° 24′ 14″ E / 41.812879°N,1.403760°E | IPA-26300     | Església parroquial de Sant Gil (Torà) · Vegeu més fotos d'aquest monument · Carregueu una nova foto d'aquest monument                     |
| Convent de Sant Antoni de Pàdua                                                        | BCIL 2009    | Barroc XVII                           | Torà C. del Convent                                                                              | 41° 48′ 39″ N, 1° 24′ 27″ E / 41.810972°N,1.407533°E | IPA-26307     | Convent de Sant Antoni de Pàdua (Torà) · Vegeu més fotos d'aquest monument · Carregueu una nova foto d'aquest monument                     |
| Cal Jovans                                                                             | BCIL 2009    | Obra popular XIV, XVIII               | Torà C. Pl. de la Font, 20                                                                       | 41° 48′ 44″ N, 1° 24′ 15″ E / 41.812217°N,1.404113°E | IPA-26309     | Cal Jovans (Torà) · Vegeu més fotos d'aquest monument · Carregueu una nova foto d'aquest monument                                          |
| Hostal Vell, la Toranesa                                                               | BCIL 2009    | Barroc XVII                           | Torà Pl. de l'Hostal Vell, 44                                                                    | 41° 48′ 42″ N, 1° 24′ 11″ E / 41.811585°N,1.402985°E | IPA-26311     | Hostal Vell (Torà) · Vegeu més fotos d'aquest monument · Carregueu una nova foto d'aquest monument                                         |
| Cal Trilla                                                                             | BCIL 2009    | Eclecticisme, modernisme XIX Final    | Torà Pl. del Pati, 15                                                                            | 41° 48′ 42″ N, 1° 24′ 12″ E / 41.811798°N,1.403456°E | IPA-26312     | Cal Trilla (Torà) · Vegeu més fotos d'aquest monument · Carregueu una nova foto d'aquest monument                                          |
| Cal Quel                                                                               |              | Eclecticisme XX Inici                 | Torà Av. de Solsona, 20                                                                          | 41° 48′ 41″ N, 1° 24′ 17″ E / 41.811281°N,1.404829°E | IPA-26314     | Cal Quel (Torà) · Vegeu més fotos d'aquest monument · Carregueu una nova foto d'aquest monument                                            |
| Portal de la Vila, Portal Nou de l'Ofrera o de l'Hospital                              | BCIL 2009    | Obra popular XVIII                    | Torà Pl. Vila-vella, C. Nou                                                                      | 41° 48′ 45″ N, 1° 24′ 14″ E / 41.812393°N,1.403817°E | IPA-26316     | Portal de la Vila (Torà) · Vegeu més fotos d'aquest monument · Carregueu una nova foto d'aquest monument                                   |
| Sant Miquel de Fontanet                                                                | BCIL 2009    | Romànic XI                            | Torà Fontanet, ctra. a Ardèvol, km 3                                                             | 41° 49′ 23″ N, 1° 25′ 25″ E / 41.823054°N,1.423522°E | IPA-26318     | Sant Miquel de Fontanet (Torà) · Vegeu més fotos d'aquest monument · Carregueu una nova foto d'aquest monument                             |
| Cal Valentines                                                                         |              | Obra popular XX Mitjan                | Torà Av. de Solsona, 32                                                                          | 41° 48′ 41″ N, 1° 24′ 20″ E / 41.811295°N,1.405626°E | IPA-26322     | Cal Valentines (Torà) · Vegeu més fotos d'aquest monument · Carregueu una nova foto d'aquest monument                                      |
| Casa Massana, Cal Guatlles                                                             | BCIL 2009    | Obra popular XVI                      | Torà Pl. de la Font, 25                                                                          | 41° 48′ 43″ N, 1° 24′ 14″ E / 41.812001°N,1.403760°E | IPA-26323     | Casa Massana (Torà) · Vegeu més fotos d'aquest monument · Carregueu una nova foto d'aquest monument                                        |
| Portal Nou o del Pati                                                                  | BCIL 2009    | Obra popular XVI                      | Torà C. Nou                                                                                      | 41° 48′ 43″ N, 1° 24′ 13″ E / 41.811971°N,1.403578°E | IPA-26324     | Portal Nou (Torà) · Vegeu més fotos d'aquest monument · Carregueu una nova foto d'aquest monument                                          |
| Can Garriga                                                                            |              | Noucentisme XX Inici                  | Torà Av. de Solsona, 46                                                                          | 41° 48′ 41″ N, 1° 24′ 23″ E / 41.811285°N,1.406361°E | IPA-26325     | Can Garriga (Torà) · Vegeu més fotos d'aquest monument · Carregueu una nova foto d'aquest monument                                         |
| Cal Birrotes                                                                           |              | Obra popular XX Mitjan                | Torà Av. de Solsona, 48                                                                          | 41° 48′ 41″ N, 1° 24′ 24″ E / 41.811283°N,1.406577°E | IPA-26326     | Cal Birrotes (Torà) · Vegeu més fotos d'aquest monument · Carregueu una nova foto d'aquest monument                                        |
| Casa Fantico                                                                           |              | Obra popular XVIII                    | Torà Pl. de l'Hostal                                                                             | 41° 48′ 41″ N, 1° 24′ 12″ E / 41.811322°N,1.403242°E | IPA-26327     | Casa Fantico (Torà) · Vegeu més fotos d'aquest monument · Carregueu una nova foto d'aquest monument                                        |
| Cal Miramunt                                                                           |              | Barroc XVIII                          | Torà Pl. del Pati, 4                                                                             | 41° 48′ 42″ N, 1° 24′ 12″ E / 41.811603°N,1.403466°E | IPA-26328     | Cal Miramunt (Torà) · Vegeu més fotos d'aquest monument · Carregueu una nova foto d'aquest monument                                        |
| Casa dels Cardona                                                                      | BCIL 2009    | Obra popular XVI                      | Torà C. Sant Sebastià, 6                                                                         | 41° 48′ 46″ N, 1° 24′ 12″ E / 41.812792°N,1.403316°E | IPA-26333     | Casa dels Cardona (Torà) · Vegeu més fotos d'aquest monument · Carregueu una nova foto d'aquest monument                                   |
| Cal Comabella (Torà)                                                                   |              | Obra popular XIX Final                | Torà Pl. del Vall, 31                                                                            | 41° 48′ 44″ N, 1° 24′ 11″ E / 41.812343°N,1.403090°E | IPA-26334     | Edifici a la plaça del Vall, 31 (Torà) · Vegeu més fotos d'aquest monument · Carregueu una nova foto d'aquest monument                     |
| Capella de Sant Pere de Murinyols, o Capella dels Empalous, dels Mirinyols, de Palouet | BCIL 2009    | Obra popular XVII                     | Torà Des de la ctra. vella de Palouet a 2,5 km de Torà, pista a mà dreta                         | 41° 47′ 41″ N, 1° 22′ 24″ E / 41.794844°N,1.373471°E | IPA-26336     | Capella de Sant Pere de Murinyols (Torà) · Vegeu més fotos d'aquest monument · Carregueu una nova foto d'aquest monument                   |
| Cal Jovanics                                                                           |              | Barroc XVII                           | Torà Pl. de la Font, 19                                                                          | 41° 48′ 44″ N, 1° 24′ 15″ E / 41.812207°N,1.404153°E | IPA-26337     | Cal Jovanics (Torà) · Vegeu més fotos d'aquest monument · Carregueu una nova foto d'aquest monument                                        |
| Antic Forn de Pa, Forn de la Vila, Museu del Pa                                        | BCIL 2009    | Obra popular XVI-XVIII                | Torà C. del Forn, 13                                                                             | 41° 48′ 45″ N, 1° 24′ 14″ E / 41.812534°N,1.403750°E | IPA-26339     | Antic Forn de Pa (Torà) · Vegeu més fotos d'aquest monument · Carregueu una nova foto d'aquest monument                                    |
| Font de la Vila de Torà                                                                | BCIL 2009    | Barroc XVII                           | Torà Pl. de la Vila                                                                              | 41° 48′ 43″ N, 1° 24′ 15″ E / 41.811934°N,1.404126°E | IPA-26340     | Font de la Vila de Torà · Vegeu més fotos d'aquest monument · Carregueu una nova foto d'aquest monument                                    |
| Santa Maria de l'Aguda                                                                 | BCIL 2009    | Romànic XI                            | Torà Nucli de l'Aguda, davant les restes de l'antic castell                                      | 41° 49′ 06″ N, 1° 24′ 05″ E / 41.818302°N,1.401401°E | IPA-26344     | Santa Maria de l'Aguda (Torà) · Vegeu més fotos d'aquest monument · Carregueu una nova foto d'aquest monument                              |
| Ermita de Sant Salvador del Coll de l'Aguda                                            | BCIL 2009    | Romànic, obra popular XIII            | Torà L'Aguda, a 300 m a l'est per una pista                                                      | 41° 49′ 05″ N, 1° 24′ 20″ E / 41.818019°N,1.405525°E | IPA-26347     | Ermita de Sant Salvador del Coll de l'Aguda (Torà) · Vegeu més fotos d'aquest monument · Carregueu una nova foto d'aquest monument         |
| Església de Santa Maria de Claret                                                      | BCIL 2009    | Romànic XII                           | Torà Claret                                                                                      | 41° 49′ 13″ N, 1° 27′ 52″ E / 41.820268°N,1.464468°E | IPA-26349     | Església de Santa Maria de Claret (Torà) · Vegeu més fotos d'aquest monument · Carregueu una nova foto d'aquest monument                   |
| Aqüeducte dels Frares                                                                  | BCIL 2009    | Obra popular XVIII                    | Torà A 100 m de la ctra. LV-3005 direcció Solsona                                                | 41° 48′ 43″ N, 1° 24′ 35″ E / 41.812048°N,1.409586°E | IPA-26351     | Aqüeducte dels Frares (Torà) · Vegeu més fotos d'aquest monument · Carregueu una nova foto d'aquest monument                               |
| Pont de les Merites                                                                    | BCIL 2009    | Obra popular XVIII                    | Torà Av. de l'Aguda                                                                              | 41° 48′ 47″ N, 1° 24′ 20″ E / 41.812931°N,1.405594°E | IPA-26352     | Pont de les Merites (Torà) · Vegeu més fotos d'aquest monument · Carregueu una nova foto d'aquest monument                                 |
| Molí de Fontanet                                                                       |              | Obra popular XIV                      | Torà Fontanet, ctra. LV-3005, km 2,5                                                             | 41° 49′ 26″ N, 1° 25′ 19″ E / 41.823793°N,1.421897°E | IPA-26354     | Molí de Fontanet (Torà) · Vegeu més fotos d'aquest monument · Carregueu una nova foto d'aquest monument                                    |
| Mas Clavells                                                                           |              | Obra popular XVII                     | Torà Vallferosa, camí de Mas Clavells                                                            | 41° 51′ 49″ N, 1° 26′ 23″ E / 41.863489°N,1.439726°E | IPA-26355     | Mas Clavells (Torà) · Vegeu més fotos d'aquest monument · Carregueu una nova foto d'aquest monument                                        |
| Església de Sant Pere de Vallferosa                                                    |              | Barroc XVII                           | Torà Vallferosa, ctra. LV-3005 direcció Solsona, camí dret que condueix al Mas Clavells i sender | 41° 51′ 41″ N, 1° 26′ 44″ E / 41.861429°N,1.445589°E | IPA-26356     | Església de Sant Pere de Vallferosa (Torà) · Vegeu més fotos d'aquest monument · Carregueu una nova foto d'aquest monument                 |
| Sant Pere de Figuerola                                                                 | BCIL 2009    | Romànic XI                            | Torà Fontanet, camí de Figuerola                                                                 | 41° 49′ 01″ N, 1° 26′ 04″ E / 41.816915°N,1.434581°E | IPA-34671     | Sant Pere de Figuerola (Torà) · Vegeu més fotos d'aquest monument · Carregueu una nova foto d'aquest monument                              |
| Figuerola                                                                              |              | Obra popular XVIII, XIX               | Torà Fontanet, camí de Figuerola                                                                 | 41° 48′ 58″ N, 1° 26′ 06″ E / 41.816226°N,1.434911°E | IPA-34672     | Figuerola (Torà) · Vegeu més fotos d'aquest monument · Carregueu una nova foto d'aquest monument                                           |
| Capella de Sant Joan de Puig-redon                                                     | BCIL 2009    | Obra popular XVI, XIX                 | Torà Puig-redon                                                                                  | 41° 50′ 13″ N, 1° 24′ 49″ E / 41.836846°N,1.413672°E | IPA-34673     | Capella de Sant Joan de Puig-redon (Torà) · Vegeu més fotos d'aquest monument · Carregueu una nova foto d'aquest monument                  |
| Capella de Sant Pere del Soler                                                         | BCIL 2009    | Romànic, obra popular XII, XVIII      | Torà Puig-redon, camí del Soler                                                                  | 41° 50′ 24″ N, 1° 24′ 05″ E / 41.839962°N,1.401292°E | IPA-34674     | Capella de Sant Pere del Soler (Torà) · Vegeu més fotos d'aquest monument · Carregueu una nova foto d'aquest monument                      |
| Església de Santa Maria de Sant Serni, o Sant Serni de Llanera o Sant Sadurní          | BCIL 2009    | Romànic, barroc Medieval, XVIII       | Torà Sant Serni                                                                                  | 41° 50′ 38″ N, 1° 27′ 54″ E / 41.843977°N,1.464874°E | IPA-34675     | Església de Santa Maria de Sant Serni (Torà) · Vegeu més fotos d'aquest monument · Carregueu una nova foto d'aquest monument               |
| Església de Sant Martí de Cellers                                                      | BCIL 2009    | Romànic, obra popular Medieval, XIX   | Torà Cellers                                                                                     | 41° 48′ 44″ N, 1° 28′ 36″ E / 41.812130°N,1.476623°E | IPA-34680     | Església de Sant Martí de Cellers (Torà) · Vegeu més fotos d'aquest monument · Carregueu una nova foto d'aquest monument                   |
| Cal Fustegueres                                                                        |              | Obra popular XVI, XVII                | Torà Claret                                                                                      | 41° 49′ 13″ N, 1° 27′ 52″ E / 41.820209°N,1.464487°E | IPA-34683     | Cal Fustegueres (Torà) · Vegeu més fotos d'aquest monument · Carregueu una nova foto d'aquest monument                                     |
| Cal Ferreric                                                                           |              | Obra popular XVII                     | Torà Claret                                                                                      | 41° 49′ 15″ N, 1° 27′ 52″ E / 41.820699°N,1.464424°E | IPA-34687     | Cal Ferreric (Torà) · Vegeu més fotos d'aquest monument · Carregueu una nova foto d'aquest monument                                        |
| Cal Gras                                                                               |              | Obra popular XVIII                    | Torà Cellers                                                                                     | 41° 48′ 42″ N, 1° 28′ 35″ E / 41.811689°N,1.476465°E | IPA-34688     | Cal Gras (Torà) · Vegeu més fotos d'aquest monument · Carregueu una nova foto d'aquest monument                                            |
| Cal Ferrer                                                                             |              | Obra popular XIX                      | Torà Claret                                                                                      | 41° 49′ 14″ N, 1° 27′ 51″ E / 41.820513°N,1.464272°E | IPA-34689     | Cal Ferrer (Torà) · Vegeu més fotos d'aquest monument · Carregueu una nova foto d'aquest monument                                          |
| Les Feixes                                                                             |              | Obra popular XIX                      | Torà Puig-redon, camí de les Feixes                                                              | 41° 50′ 42″ N, 1° 24′ 22″ E / 41.844883°N,1.406054°E | IPA-34690     | Les Feixes (Torà) · Vegeu més fotos d'aquest monument · Carregueu una nova foto d'aquest monument                                          |
| Mas Soler                                                                              |              | Obra popular XVII                     | Torà Puig-redon, camí de Mas Soler                                                               | 41° 50′ 23″ N, 1° 24′ 06″ E / 41.839749°N,1.401533°E | IPA-34702     | Mas Soler (Torà) · Vegeu més fotos d'aquest monument · Carregueu una nova foto d'aquest monument                                           |
| Les Viles                                                                              |              | Obra popular XVIII                    | Torà Sant Serni, camí de les Viles i Puigsarnau                                                  | 41° 50′ 58″ N, 1° 28′ 45″ E / 41.849401°N,1.479277°E | IPA-34703     | Les Viles (Torà) · Vegeu més fotos d'aquest monument · Carregueu una nova foto d'aquest monument                                           |
| Cal Birrot                                                                             |              | Obra popular XVIII                    | Torà Ctra. C-1412, km 22,2                                                                       | 41° 49′ 01″ N, 1° 23′ 30″ E / 41.816922°N,1.391611°E | IPA-34704     | Cal Birrot (Torà) · Vegeu més fotos d'aquest monument · Carregueu una nova foto d'aquest monument                                          |
| Les Feixes                                                                             |              | Obra popular XIX                      | Torà Cellers                                                                                     | 41° 48′ 28″ N, 1° 27′ 44″ E / 41.807776°N,1.462328°E | IPA-34705     | Les Feixes (Torà) · Vegeu més fotos d'aquest monument · Carregueu una nova foto d'aquest monument                                          |
| Cal Valentines                                                                         |              | Obra popular XVIII                    | Torà Cellers                                                                                     | 41° 48′ 27″ N, 1° 26′ 47″ E / 41.807535°N,1.446432°E | IPA-34706     | Cal Valentines (Torà) · Vegeu més fotos d'aquest monument · Carregueu una nova foto d'aquest monument                                      |
| Cal Mestre                                                                             |              | Obra popular XVIII                    | Torà Cellers                                                                                     | 41° 48′ 42″ N, 1° 28′ 34″ E / 41.811595°N,1.476220°E | IPA-34707     | Cal Mestre (Torà) · Vegeu més fotos d'aquest monument · Carregueu una nova foto d'aquest monument                                          |
| Mas Comabella                                                                          |              | Obra popular XVIII                    | Torà Vallferosa, camí de Comabella                                                               | 41° 51′ 35″ N, 1° 25′ 00″ E / 41.859686°N,1.416566°E | IPA-34708     | Mas Comabella (Torà) · Vegeu més fotos d'aquest monument · Carregueu una nova foto d'aquest monument                                       |
| Mas del Boix                                                                           |              | Obra popular XVIII                    | Torà Sant Serni, camí del Boix                                                                   | 41° 50′ 20″ N, 1° 28′ 53″ E / 41.838928°N,1.481434°E | IPA-34709     | Mas del Boix (Torà) · Vegeu més fotos d'aquest monument · Carregueu una nova foto d'aquest monument                                        |
| Cal Miralles, o Mas Miralles                                                           |              | Obra popular XVIII                    | Torà Sant Serni, camí de Miralles                                                                | 41° 50′ 49″ N, 1° 27′ 34″ E / 41.847012°N,1.459489°E | IPA-34710     | Cal Miralles (Torà) · Vegeu més fotos d'aquest monument · Carregueu una nova foto d'aquest monument                                        |
| Cal Gou                                                                                |              | Obra popular XVII,                    | Torà Sant Serni                                                                                  | 41° 50′ 38″ N, 1° 27′ 58″ E / 41.843967°N,1.466163°E | IPA-34711     | Cal Gou (Torà) · Vegeu més fotos d'aquest monument · Carregueu una nova foto d'aquest monument                                             |
| La Petja                                                                               |              | Obra popular XVIII                    | Torà Claret, camí de la Petja                                                                    | 41° 49′ 27″ N, 1° 29′ 24″ E / 41.824145°N,1.489929°E | IPA-34712     | La Petja (Torà) · Vegeu més fotos d'aquest monument · Carregueu una nova foto d'aquest monument                                            |
| Cal Morrocurt                                                                          |              | Obra popular XVII                     | Torà Claret, camí del Morrocurt                                                                  | 41° 49′ 43″ N, 1° 28′ 42″ E / 41.828480°N,1.478243°E | IPA-34713     | Cal Morrocurt (Torà) · Vegeu més fotos d'aquest monument · Carregueu una nova foto d'aquest monument                                       |
| Mas de la Casanova                                                                     |              | Obra popular XVIII                    | Torà Puig-redon, camí de la Casanova                                                             | 41° 50′ 19″ N, 1° 24′ 35″ E / 41.838476°N,1.409742°E | IPA-34714     | Mas de la Casanova (Torà) · Vegeu més fotos d'aquest monument · Carregueu una nova foto d'aquest monument                                  |
| Mas Pinyols                                                                            |              | Obra popular XVII                     | Torà Llanera, camí de Mas Carbonells                                                             | 41° 51′ 40″ N, 1° 29′ 26″ E / 41.861123°N,1.490482°E | IPA-34715     | Mas Pinyols (Torà) · Vegeu més fotos d'aquest monument · Carregueu una nova foto d'aquest monument                                         |
| Mas Carbonells                                                                         |              | Obra popular XVIII                    | Torà Llanera, camí de Mas Carbonells                                                             | 41° 51′ 41″ N, 1° 29′ 27″ E / 41.861385°N,1.490951°E | IPA-34716     | Mas Carbonells (Torà) · Vegeu més fotos d'aquest monument · Carregueu una nova foto d'aquest monument                                      |
| Mas Soldevila                                                                          |              | Obra popular XVIII                    | Torà Sant Serni, camí de Soldevila                                                               | 41° 51′ 28″ N, 1° 30′ 08″ E / 41.857828°N,1.502360°E | IPA-34717     | Mas Soldevila (Torà) · Vegeu més fotos d'aquest monument · Carregueu una nova foto d'aquest monument                                       |
| Cal Pastoret                                                                           |              | Obra popular XIX                      | Torà Sant Serni                                                                                  | 41° 50′ 38″ N, 1° 27′ 50″ E / 41.843771°N,1.463945°E | IPA-34718     | Cal Pastoret (Torà) · Vegeu més fotos d'aquest monument · Carregueu una nova foto d'aquest monument                                        |
| Can Miqueló                                                                            |              | Obra popular XIX                      | Torà Sant Serni, camí de Can Miqueló                                                             | 41° 50′ 21″ N, 1° 28′ 33″ E / 41.839246°N,1.475862°E | IPA-34719     | Can Miqueló (Torà) · Vegeu més fotos d'aquest monument · Carregueu una nova foto d'aquest monument                                         |
| Puigsarnau                                                                             |              | Obra popular XVIII                    | Torà Sant Serni, camí de les Viles i Puigsarnau                                                  | 41° 50′ 56″ N, 1° 28′ 47″ E / 41.849024°N,1.479714°E | IPA-34720     | Puigsarnau (Torà) · Vegeu més fotos d'aquest monument · Carregueu una nova foto d'aquest monument                                          |
| Mas d'en Grau                                                                          |              | Obra popular XVIII                    | Torà Ctra. C-1412, km 22,2                                                                       | 41° 48′ 59″ N, 1° 23′ 27″ E / 41.816279°N,1.390724°E | IPA-34721     | Mas d'en Grau (Torà) · Vegeu més fotos d'aquest monument · Carregueu una nova foto d'aquest monument                                       |
| Mas Socarrats                                                                          |              | Obra popular XVII, XVIII              | Torà Vallferosa, camí de Socarrats                                                               | 41° 51′ 05″ N, 1° 24′ 57″ E / 41.851400°N,1.415921°E | IPA-34723     | Mas Socarrats (Torà) · Vegeu més fotos d'aquest monument · Carregueu una nova foto d'aquest monument                                       |
| Mas Vilella                                                                            |              | Obra popular XVIII                    | Torà Vallferosa, camí del Mas Vilella                                                            | 41° 52′ 48″ N, 1° 25′ 39″ E / 41.879994°N,1.427556°E | IPA-34724     | Mas Vilella (Torà) · Vegeu més fotos d'aquest monument · Carregueu una nova foto d'aquest monument                                         |
| Mas Guillons                                                                           |              | Obra popular XVIII                    | Torà Vallferosa, camí de Mas Guillons                                                            | 41° 51′ 13″ N, 1° 25′ 04″ E / 41.853578°N,1.417746°E | IPA-34725     | Mas Guillons (Torà) · Vegeu més fotos d'aquest monument · Carregueu una nova foto d'aquest monument                                        |
| Cobert de volta                                                                        |              | Obra popular XIX Final, XX Inici      | Torà Puig-redon, Vinya del Quart                                                                 | 41° 50′ 06″ N, 1° 24′ 50″ E / 41.834884°N,1.413751°E | IPA-34726     | Cobert de volta (Torà) · Vegeu més fotos d'aquest monument · Carregueu una nova foto d'aquest monument                                     |
| Creu de terme de l'Aguda, Creu del Pla Vora Cal Birrot                                 | BCIL 2009    | Obra popular XVII                     | Torà Ctra. C-1412, km 22,2                                                                       | 41° 49′ 01″ N, 1° 23′ 29″ E / 41.817024°N,1.391476°E | IPA-34727     | Creu de terme de l'Aguda (Torà) · Vegeu més fotos d'aquest monument · Carregueu una nova foto d'aquest monument                            |
| Cal Miramunt                                                                           |              | Obra popular XIX                      | Torà Claret                                                                                      | 41° 49′ 14″ N, 1° 27′ 52″ E / 41.820523°N,1.464380°E | IPA-34728     | Cal Miramunt (Torà) · Vegeu més fotos d'aquest monument · Carregueu una nova foto d'aquest monument                                        |
| Cal Moliner                                                                            |              | Obra popular XIX                      | Torà Claret                                                                                      | 41° 49′ 13″ N, 1° 27′ 52″ E / 41.820414°N,1.464317°E | IPA-34729     | Cal Moliner (Torà) · Vegeu més fotos d'aquest monument · Carregueu una nova foto d'aquest monument                                         |
| Cal Sastre                                                                             |              | Obra popular XVII                     | Torà Claret                                                                                      | 41° 49′ 14″ N, 1° 27′ 53″ E / 41.820445°N,1.464626°E | IPA-34730     | Cal Sastre (Torà) · Vegeu més fotos d'aquest monument · Carregueu una nova foto d'aquest monument                                          |
| Cal Flò (Torà)                                                                         |              | Modernisme XX Inici                   | Torà Pl. de la Creu, 4 (Cal Flo)                                                                 | 41° 48′ 39″ N, 1° 24′ 14″ E / 41.810952°N,1.403979°E | IPA-35642     | Edifici a la plaça de la Creu, 4 (Torà) · Vegeu més fotos d'aquest monument · Carregueu una nova foto d'aquest monument                    |
| Cal Caelles (Torà)                                                                     |              | Obra popular XX Inici                 | Torà Pl. de la Creu, 6 (cal Caelles)                                                             | 41° 48′ 39″ N, 1° 24′ 15″ E / 41.810845°N,1.404033°E | IPA-35643     | Edifici a la plaça de la Creu, 6 (Torà) · Vegeu més fotos d'aquest monument · Carregueu una nova foto d'aquest monument                    |
| Casa al carrer Nou, 17                                                                 |              | Obra popular XVII                     | Torà C. Nou, 17                                                                                  | 41° 48′ 44″ N, 1° 24′ 14″ E / 41.812334°N,1.403752°E | IPA-35644     | Edifici al carrer Nou, 17 (Torà) · Vegeu més fotos d'aquest monument · Carregueu una nova foto d'aquest monument                           |
| Casa Santamaria                                                                        |              | Modernisme XX Inici                   | Torà Pl. de la Creu, 2                                                                           | 41° 48′ 40″ N, 1° 24′ 14″ E / 41.811138°N,1.403875°E | IPA-35645     | Casa Santamaria (Torà) · Vegeu més fotos d'aquest monument · Carregueu una nova foto d'aquest monument                                     |
| Portal de l'Aguda                                                                      | BCIL 2009    | Obra popular XVI                      | Torà L'Aguda, passatge del Santuari de Santa Maria                                               | 41° 49′ 06″ N, 1° 24′ 03″ E / 41.818298°N,1.400937°E | IPA-35647     | Portal de l'Aguda (Torà) · Vegeu més fotos d'aquest monument · Carregueu una nova foto d'aquest monument                                   |
| Escorxador Municipal de Torà                                                           |              | Modernisme XX Inici                   | Torà C. Ctra. de Calaf, 10                                                                       | 41° 48′ 37″ N, 1° 24′ 08″ E / 41.810316°N,1.402285°E | IPA-35649     | Escorxador Municipal de Torà · Vegeu més fotos d'aquest monument · Carregueu una nova foto d'aquest monument                               |
| Monument a la Puríssima de l'Aguda                                                     |              | Obra popular XX Inici, XX Mitjan      | Torà L'Aguda, a mig camí de Torà                                                                 | 41° 48′ 59″ N, 1° 24′ 07″ E / 41.816271°N,1.401870°E | IPA-35650     | Monument a la Puríssima de l'Aguda (Torà) · Vegeu més fotos d'aquest monument · Carregueu una nova foto d'aquest monument                  |
| Creu de l'Aguda                                                                        |              | Obra popular XVI, XIX                 | Torà L'Aguda, prop de la Creueta                                                                 | 41° 48′ 59″ N, 1° 24′ 06″ E / 41.816259°N,1.401798°E | IPA-35651     | Creu de l'Aguda (Torà) · Vegeu més fotos d'aquest monument · Carregueu una nova foto d'aquest monument                                     |
| Comunidor de Santa Maria de sa Serra                                                   |              | Obra popular XVII                     | Torà Vallferosa, ctra. LV-3005, km 9 pista a mà esquerra                                         | 41° 51′ 46″ N, 1° 26′ 00″ E / 41.862890°N,1.433206°E | IPA-35652     | Comunidor de Santa Maria de sa Serra (Torà) · Vegeu més fotos d'aquest monument · Carregueu una nova foto d'aquest monument                |
| Font de Cal Porta                                                                      |              | Obra popular XX Mitjan                | Torà Parc a mà dreta després del km 1 de la ctra. LV-3005 en direcció a Solsona                  | 41° 49′ 00″ N, 1° 24′ 53″ E / 41.816576°N,1.414675°E | IPA-35653     | Font de Cal Porta (Torà) · Vegeu més fotos d'aquest monument · Carregueu una nova foto d'aquest monument                                   |
| Cal Fassi                                                                              |              | Modernisme XIX Final                  | Torà C. Ctra. de Calaf, 29                                                                       | 41° 48′ 38″ N, 1° 24′ 08″ E / 41.810572°N,1.402357°E | IPA-35655     | Edifici a la carretera de Calaf, 29 (Torà) · Vegeu més fotos d'aquest monument · Carregueu una nova foto d'aquest monument                 |
| Capella de Sant Martí de Salomons                                                      | BCIL 2009    | Obra popular XVIII                    | Torà Vallferosa, ctra. LV-3005, km 11 pista a mà esquerra direcció Solsona 300 m                 | 41° 53′ 16″ N, 1° 25′ 53″ E / 41.887799°N,1.431344°E | IPA-35656     | Capella de Sant Martí de Salomons (Torà) · Vegeu més fotos d'aquest monument · Carregueu una nova foto d'aquest monument                   |
| Església de Santa Maria de Sasserra, o Santa Maria de Vallferosa                       | BCIL 2009    | Obra popular XVII                     | Torà Vallferosa, ctra. LV-3005, km 9 pista a mà esquerra direcció Solsona                        | 41° 51′ 46″ N, 1° 26′ 00″ E / 41.862838°N,1.433361°E | IPA-35657     | Església de Santa Maria de Sasserra (Torà) · Vegeu més fotos d'aquest monument · Carregueu una nova foto d'aquest monument                 |
| Ca la Madrona                                                                          |              | Modernisme XX Inici                   | Torà Av. Solsona, 18                                                                             | 41° 48′ 41″ N, 1° 24′ 17″ E / 41.811285°N,1.404741°E | IPA-35977     | Ca la Madrona (Torà) · Vegeu més fotos d'aquest monument · Carregueu una nova foto d'aquest monument                                       |
| Pont del Diable                                                                        | BCIL 2009    | Obra popular                          | Torà Solhivernats                                                                                | 41° 48′ 29″ N, 1° 22′ 53″ E / 41.807993°N,1.381412°E | IPA-36992     | Pont del Diable (Torà) · Vegeu més fotos d'aquest monument · Carregueu una nova foto d'aquest monument                                     |
| Molí del Duch, Molí de Cal Barraques, cal Peretó                                       |              | Obra popular XVIII-XX                 | Torà Dreta el riu Llanera                                                                        | 41° 48′ 48″ N, 1° 24′ 26″ E / 41.813312°N,1.407257°E | IPA-37124     | Carregueu una nova foto d'aquest monument                                                                                                  |
| Pilaret de Cal Tanyot                                                                  | BCIL 2009    | XVIII                                 | Torà                                                                                             | 41° 48′ 50″ N, 1° 29′ 42″ E / 41.813888°N,1.494875°E | IPA-39958     | Pilaret de Cal Tanyot (Torà) · Vegeu més fotos d'aquest monument · Carregueu una nova foto d'aquest monument                               |
| Creu de la Bastida                                                                     | BCIL 2009    | XVIII                                 | Torà                                                                                             | 41° 48′ 38″ N, 1° 25′ 46″ E / 41.810485°N,1.429555°E | IPA-39959     | Creu de la Bastida (Torà) · Vegeu més fotos d'aquest monument · Carregueu una nova foto d'aquest monument                                  |
| Pilaret de la Petja                                                                    | BCIL 2009    | XVIII                                 | Torà                                                                                             | 41° 49′ 24″ N, 1° 29′ 31″ E / 41.823470°N,1.491996°E | IPA-39960     | Pilaret de la Petja (Torà) · Vegeu més fotos d'aquest monument · Carregueu una nova foto d'aquest monument                                 |
| Sarcòfags medievals de Claret                                                          | BCIL 2009    | XIV, XV                               | Torà Claret                                                                                      | 41° 49′ 13″ N, 1° 27′ 53″ E / 41.820283°N,1.464636°E | IPA-39961     | Sarcòfags medievals de Claret (Torà) · Vegeu més fotos d'aquest monument · Carregueu una nova foto d'aquest monument                       |
| Sant Salvador del Coll de Llanera, o Sant Salvador de Solerdemunt                      | BCIL 2009    | XI, XVII                              | Torà Llanera                                                                                     | 41° 53′ 13″ N, 1° 27′ 44″ E / 41.886846°N,1.462335°E | IPA-39962     | Sant Salvador del Coll de Llanera (Torà) · Vegeu més fotos d'aquest monument · Carregueu una nova foto d'aquest monument                   |
| Capella del Coll                                                                       | BCIL 2009    | XVIII                                 | Torà Llanera, masia del Coll                                                                     | 41° 53′ 52″ N, 1° 29′ 03″ E / 41.897772°N,1.484170°E | IPA-39963     | Capella del Coll (Torà) · Vegeu més fotos d'aquest monument · Carregueu una nova foto d'aquest monument                                    |
| Molí de Llanera                                                                        | BCIL 2009    | Obra popular                          | Torà Llanera                                                                                     | 41° 52′ 07″ N, 1° 29′ 04″ E / 41.868613°N,1.484419°E | IPA-39964     | Molí de Llanera (Torà) · Vegeu més fotos d'aquest monument · Carregueu una nova foto d'aquest monument                                     |
| Pou dels Horts                                                                         | BCIL 2009    | Obra popular XVIII                    | Torà Sant Serni                                                                                  | 41° 50′ 31″ N, 1° 27′ 53″ E / 41.841844°N,1.464648°E | IPA-39965     | Pou dels Horts (Torà) · Vegeu més fotos d'aquest monument · Carregueu una nova foto d'aquest monument                                      |
| Portal Vell de l'Ofrera                                                                | BCIL 2009    |                                       | Torà                                                                                             | 41° 48′ 46″ N, 1° 24′ 11″ E / 41.812791°N,1.402949°E | IPA-39966     | Portal Vell de l'Ofrera (Torà) · Vegeu més fotos d'aquest monument · Carregueu una nova foto d'aquest monument                             |
| Passos coberts a l'Interior del nucli antic de Torà                                    | BCIL 2009    |                                       | Torà C. Baix - C. Ofrera                                                                         | 41° 48′ 46″ N, 1° 24′ 11″ E / 41.812673°N,1.403187°E | IPA-39968     | Passos coberts a l'Interior del nucli antic de Torà · Vegeu més fotos d'aquest monument · Carregueu una nova foto d'aquest monument        |
| Molí de la Font o del Balaguer                                                         | BCIL 2009    | Obra popular XVIII                    | Torà Pl. de la Font, 10                                                                          | 41° 48′ 43″ N, 1° 24′ 16″ E / 41.811959°N,1.404493°E | IPA-39969     | Molí de la Font (Torà) · Vegeu més fotos d'aquest monument · Carregueu una nova foto d'aquest monument                                     |
| Porxada de la plaça de l'Església                                                      | BCIL 2009    | Obra popular XVIII                    | Torà Pl. de l'Església, 1-7                                                                      | 41° 48′ 46″ N, 1° 24′ 13″ E / 41.812660°N,1.403705°E | IPA-39970     | Porxada de la plaça de l'Església (Torà) · Vegeu més fotos d'aquest monument · Carregueu una nova foto d'aquest monument                   |
| Pou de gel de Torà                                                                     | BCIL 2009    | Obra popular XVII                     | Torà Pl. de la Creu                                                                              | 41° 48′ 39″ N, 1° 24′ 15″ E / 41.810844°N,1.404289°E | IPA-39971     | Pou de gel (Torà) · Vegeu més fotos d'aquest monument · Carregueu una nova foto d'aquest monument                                          |
| Aqüeducte de la Vila                                                                   | BCIL 2009    | Obra popular XVIII                    | Torà                                                                                             | 41° 48′ 47″ N, 1° 24′ 33″ E / 41.813126°N,1.409265°E | IPA-39972     | Aqüeducte de la Vila (Torà) · Vegeu més fotos d'aquest monument · Carregueu una nova foto d'aquest monument                                |
| Cementiri de Torà                                                                      | BCIL 2009    | Obra popular, eclecticisme XIX Mitjan | Torà                                                                                             | 41° 48′ 48″ N, 1° 24′ 16″ E / 41.813199°N,1.404468°E | IPA-39974     | Cementiri de Torà · Vegeu més fotos d'aquest monument · Carregueu una nova foto d'aquest monument                                          |
| Santa Maria de Llanera, Santa Maria de les Pallisses                                   |              | Romànic XI-XIII                       | Torà Llanera                                                                                     | 41° 52′ 26″ N, 1° 29′ 12″ E / 41.87391°N,1.48654°E   | IPA-40533     | Santa Maria de Llanera (Torà) · Vegeu més fotos d'aquest monument · Carregueu una nova foto d'aquest monument                              |
| Premsa de vi i cup de Jovans                                                           | BCIL 2009    | Obra popular XIX-XX                   | Torà Puig-redon                                                                                  | 41° 50′ 27″ N, 1° 24′ 52″ E / 41.840750°N,1.414391°E | IPA-46588     | Carregueu una nova foto d'aquest monument                                                                                                  |